# İlkin Dövlətov
İlkin Dövlətov (Baku, 16 giugno 1990) è un cantante azero.
Ha rappresentato l'Azerbaigian all'Eurovision Song Contest 2024 con il brano Özünlə apar, insieme a Fahree.

## Biografia
Nato nella capitale azera da una famiglia di artisti, ha avuto nel padre una delle principali fonti di ispirazione per l'inizio della sua carriera musicale. Bambino prodigio, all'età di soli quattro anni ha scritto la sua prima canzone Qəlbimdə qaldı. Durante i suoi periodi di studi, un insegnante di musica ha scoperto il talento musicale di Dövlətov e lo ha incoraggiato a esibirsi con la sua musica.
È salito alla ribalta nel 2023, quando ha preso parte al talent show Səs Azərbaycan - Doğma Nəğmələr, spin-off della versione azera del programma The Voice dedicato alle canzoni tradizionali dell'Azerbaigian. Dopo aver superato le audizioni ed essere entrato nel team di Ilqar Hayal, ha raggiunto la finale del programma classificandosi al secondo posto. Dövlətov ha successivamente partecipato anche al festival Azəri Star.
Nell'ottobre 2023, insieme a Mila Miles ed Etibar Əsədli, ha preso parte alle selezioni organizzate dall'emittente radiotelevisiva İTV al fine di rappresentare l'Azerbaigian all'Eurovision Song Contest 2024. Il 7 marzo 2024 Fahree è stato selezionato come rappresentante nazionale per la manifestazione europea, con il brano Özünlə apar; tuttavia, l'emittente azera ha offerto la possibilità a Dövlətov di accompagnare l'artista sul palco eurovisivo a Malmö, in Svezia. Il pezzo si è piazzato al quattordicesimo posto nella prima semifinale, non riuscendo pertanto a qualificarsi per la finale.

## Discografia

### Singoli
- 2024 – Özünlə apar (Fahree feat. İlkin Dövlətov)